# Einbaum von Vaalermoor

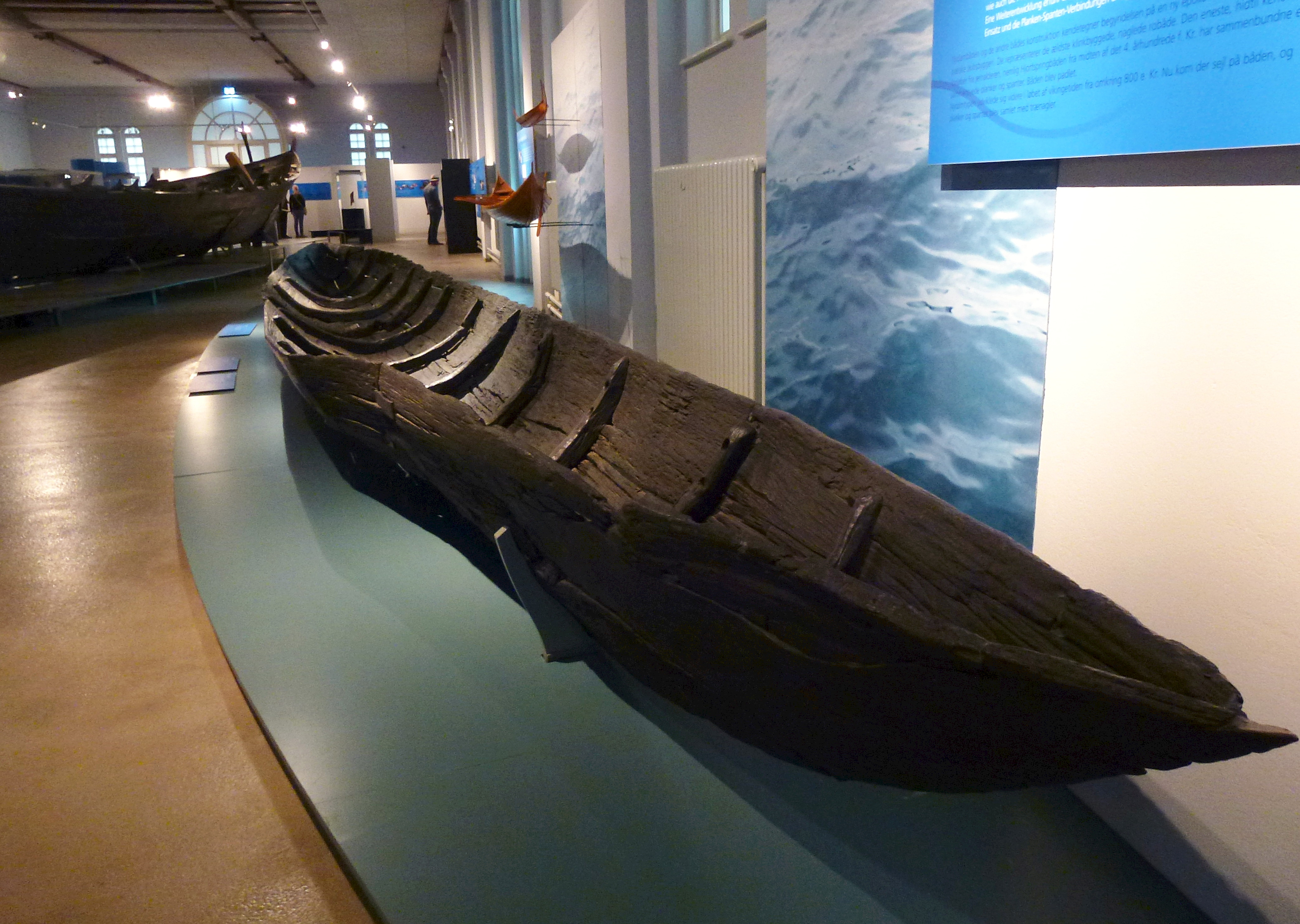
Gespreizter Einbaum von Valermoor

Der Einbaum von Vaalermoor, in älteren Beschreibungen Einbaum von Valermoor, wurde 1878 im Vaaler Moor im Kreis Steinburg in Schleswig-Holstein beim Entfernen von Moorerde und darunter liegendem Marschboden in einer Tiefe von zwei Metern gefunden.

## Fund und Beschreibung
Im Jahr 1878 stieß man im Vaaler Moor beim Wegräumen der oberen Moorerde und Ausheben der darunter liegenden Marscherde auf ein Boot. Bei den folgenden Ausgrabungsarbeiten, die der Ingenieur H. Claußen leitete, spaltete sich der Fund wegen der Sprödigkeit des Holzes der Länge nach in zwei Teile und wurde wieder zusammengefügt. Das Boot wurde aus einem Eichenstamm gefertigt, dessen Höhlung vermutlich ausgebrannt wurde, und hat die stattliche Länge von 12,3 m, eine Breite von 1,3 m und 0,57 m Tiefe. Der gespreizte Einbaum ist durch elf eingesetzte Spanten verstärkt, was ebenso wie die Herausarbeitung eines Kiels an beiden Enden des Schiffbodens auf einen entwickelten Schiffbau deutet, der dem Plankenschiffsbau (laut Ole Crumlin-Pedersen 1935–2011) unmittelbar vorausging. Je elf halbrunde Einschnitte auf beiden Seiten in die oberen Bordränder dienten zur Aufnahme von Sitzen (nicht von Riemen).
Landbesitzer und Finder schenkten das Fundobjekt dem Museum vaterländischer Alterthümer in Kiel, dessen Direktor Handelmann es vor Ort begutachtet hatte. Der Einbaum von Vaalermoor wurde lange im Deutschen Schiffahrtsmuseum in Bremerhaven ausgestellt. Inzwischen ist er im Rahmen einer Dauerausstellung im Landesmuseum auf  Schloss Gottorf in Schleswig zu besichtigen.